# Thryptomene nealensis
Thryptomene nealensis är en myrtenväxtart som beskrevs av John William Green. Thryptomene nealensis ingår i släktet Thryptomene och familjen myrtenväxter. Inga underarter finns listade i Catalogue of Life.